# Micrurus catamayensis
Micrurus catamayensis este o specie de șerpi din genul Micrurus, familia Elapidae, descrisă de Roze 1989. Conform Catalogue of Life specia Micrurus catamayensis nu are subspecii cunoscute.